# Đền thờ Chủ tịch Hồ Chí Minh (Trà Vinh)
Đền thờ Chủ tịch Hồ Chí Minh tọa lạc ở ấp Vĩnh Hội, xã Long Đức, thành phố Trà Vinh, tỉnh Trà Vinh, Việt Nam.

## Lịch sử
Đền thờ Chủ tịch Hồ Chí Minh cách trung tâm thành phố Trà Vinh khoảng 5 km về hướng Bắc.
Ngày 2 tháng 9 năm 1969, Chủ tịch Hồ Chí Minh (Bác Hồ) qua đời. Sau đó, Chi bộ Đảng và quân dân cách mạng ở xã Long Đức đã quyết định xây dựng một đền thờ để tưởng nhớ đến ông.
Ngôi đền được khởi công vào ngày 10 tháng 3 năm 1970 và khánh thành ngày 26 tháng 1 năm 1971. Khi mới xây dựng, đền có kết cấu đơn sơ bằng vật liệu tre lá, trên một diện tích 16 m², và chỉ cách một đồn quân của Việt Nam Cộng hòa vài trăm mét.
Trong chiến tranh, ngôi đền đã nhiều lần bị bom đạn của đối phương tàn phá. Đến ngày 10 tháng 3 năm 1971, thì đền bị đốt cháy. Đầu năm 1972, một số người dân Long Đức lại góp tiền của và công sức xây lại ngôi đền mới. Sau đó, đền lại bị đốt cháy mấy lần nữa, trong đó lần cuối là vào chiều ngày 9 tháng 4 năm 1975. Ngày 29 tháng 4 năm 1975 (tức chỉ trước một ngày xảy ra sự kiện 30 tháng 4 năm 1975), ngôi đền lại bị bom đạn làm hư hỏng một phần.
Sau năm 1975, đền lại được chính quyền tỉnh Trà Vinh cho trùng tu, và sau đó còn được tôn tạo nhiều lần.

## Kiến trúc
Ngôi đền hiện nay có kết cấu theo kiểu hình khối vuông, nóc bánh ú, mái lợp lá, nền láng xi măng. Sau năm 1975, nơi đình tọa lạc được mở rộng 4 hecta, và lần lượt có thêm nhiều hạng mục được xây dựng như: cổng chào, nhà bao che đền thờ, nhà truyền thống, nhà trưng bày vũ khí, nhà sàn Bác Hồ (phục dựng theo nguyên mẫu nhà sàn Bác Hồ ở Hà Nội), v.v...
Hiện nay, những di vật trong đền thờ gồm có: 3 bộ lư bằng đồng, 1 lư hương, 2 lục bình bằng đồng, 5 tấm màn chắn, 2 đôn sứ hình voi, 1 chân dung Bác Hồ (chất liệu sơn dầu), 1 bộ bình trà, 2 bàn thờ gỗ khảm xà cừ, 1 tủ thờ gỗ khảm xà cừ,...

## Di tích cấp Quốc gia
Ngày 5 tháng 9 năm 1989, Bộ Văn hoá – Thông tin ban hành Quyết định số 1570/VH-QĐ công nhận Đền thờ Chủ tịch Hồ Chí Minh là di tích lịch sử cách mạng cấp quốc gia và được chính quyền tỉnh Trà Vinh chọn làm biểu trưng của tỉnh.

## Hình ảnh

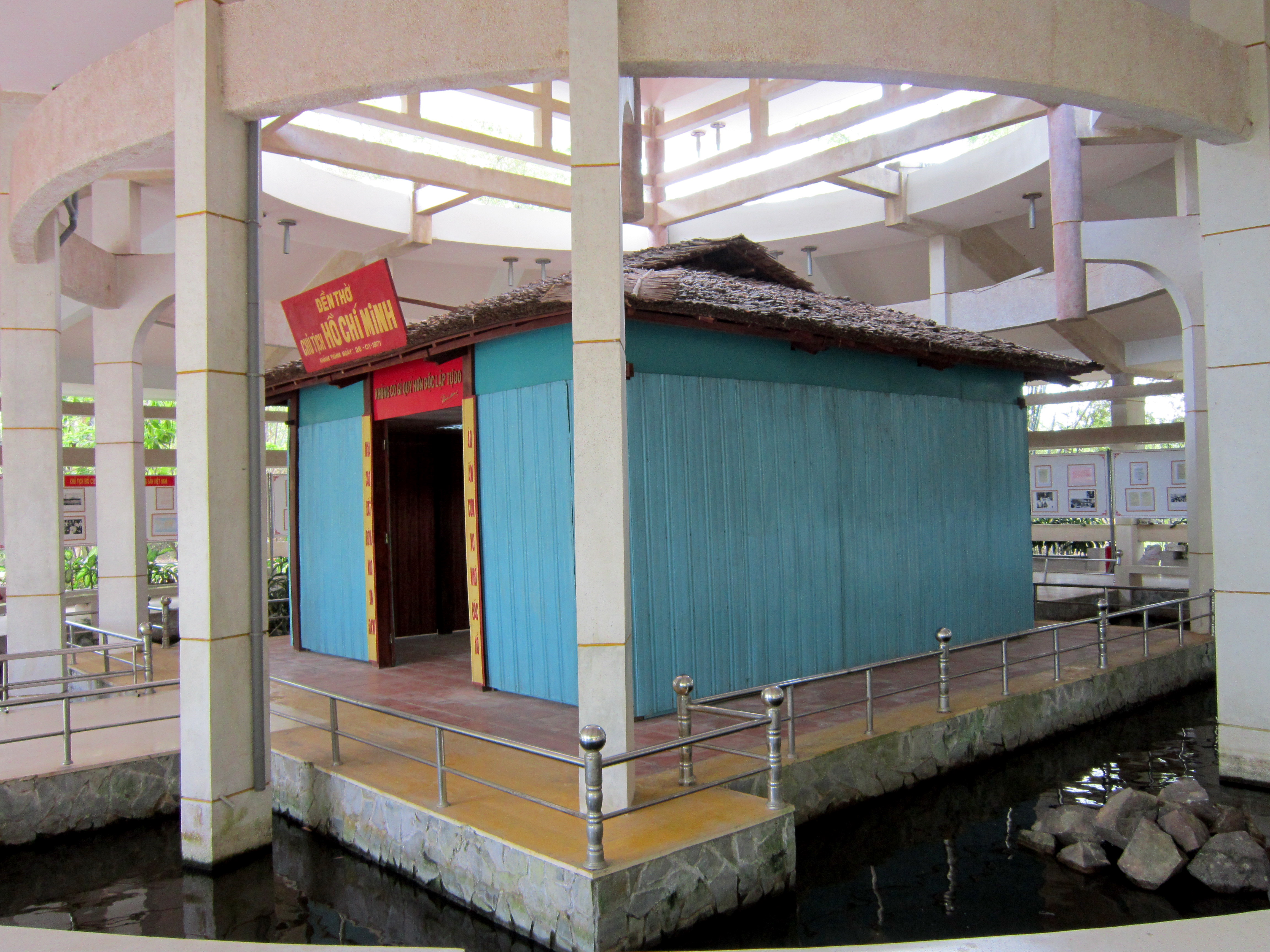
Đền thờ Chủ tịch Hồ Chí Minh ở Long Đức
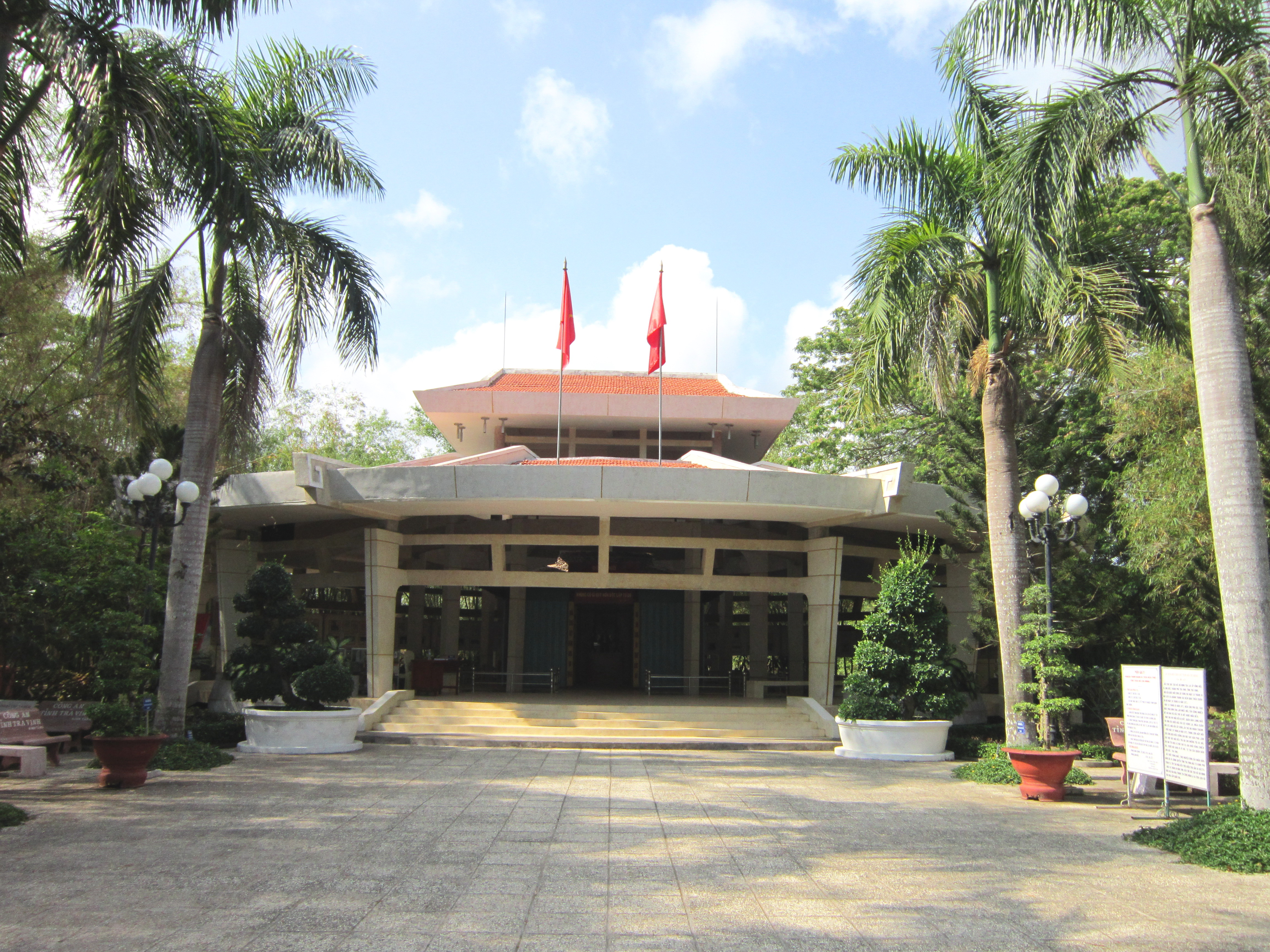
Tòa nhà được xây dựng sau 1975 để bao bọc và gìn giữ đền thờ
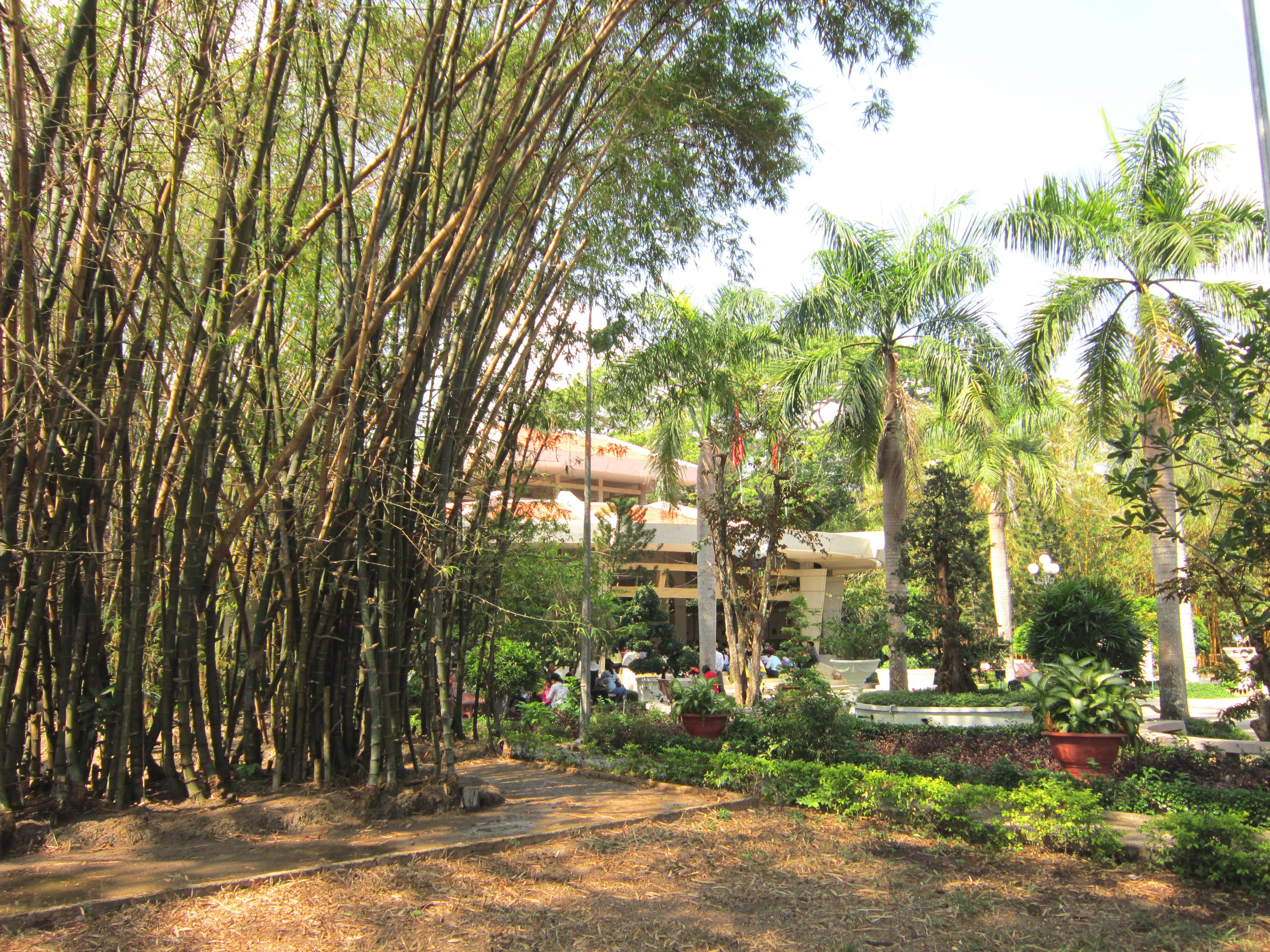
Một trong số các bụi tre được trồng trước năm 1975, để che chở cho đền thờ
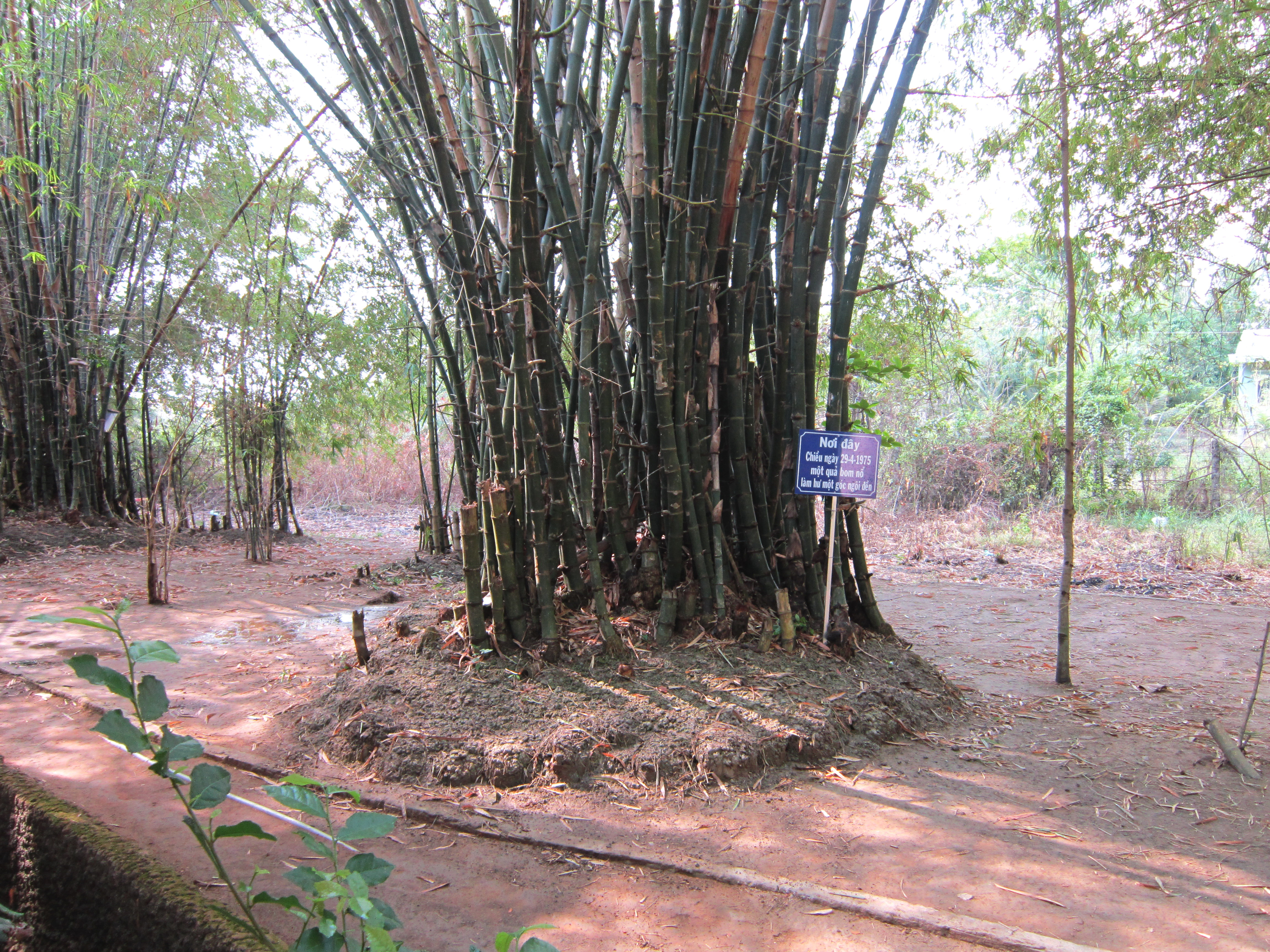
Ngày 29 tháng 4 năm 1975, một quả bom nổ tại bụi tre này làm hư hỏng một phần đền thờ
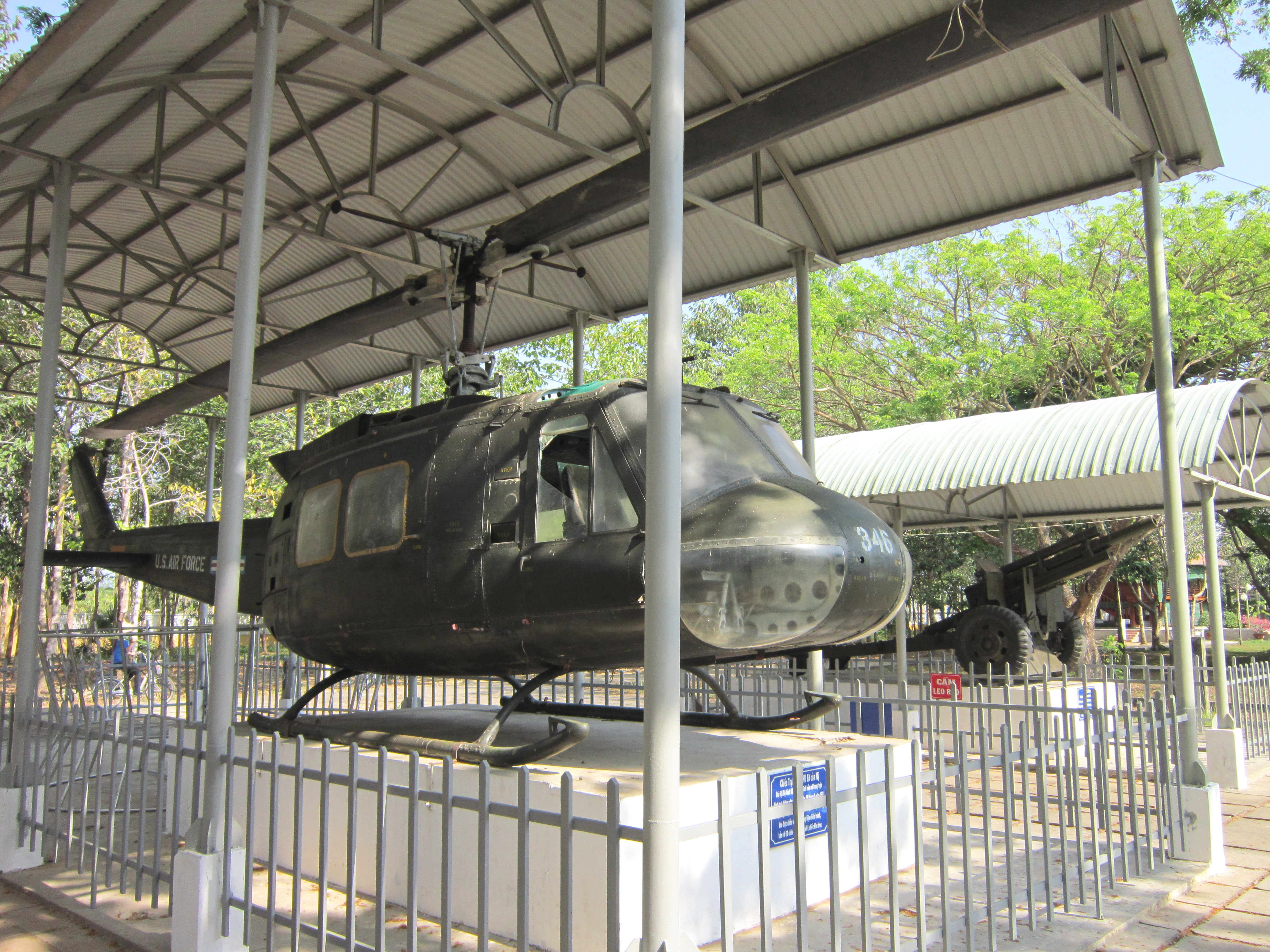
Nhà trưng bày máy bay và súng pháo của đối phương trong khu đền thờ